# 蓋施滕赫納山
46°35′54″N 8°21′42″E / 46.59833°N 8.36167°E

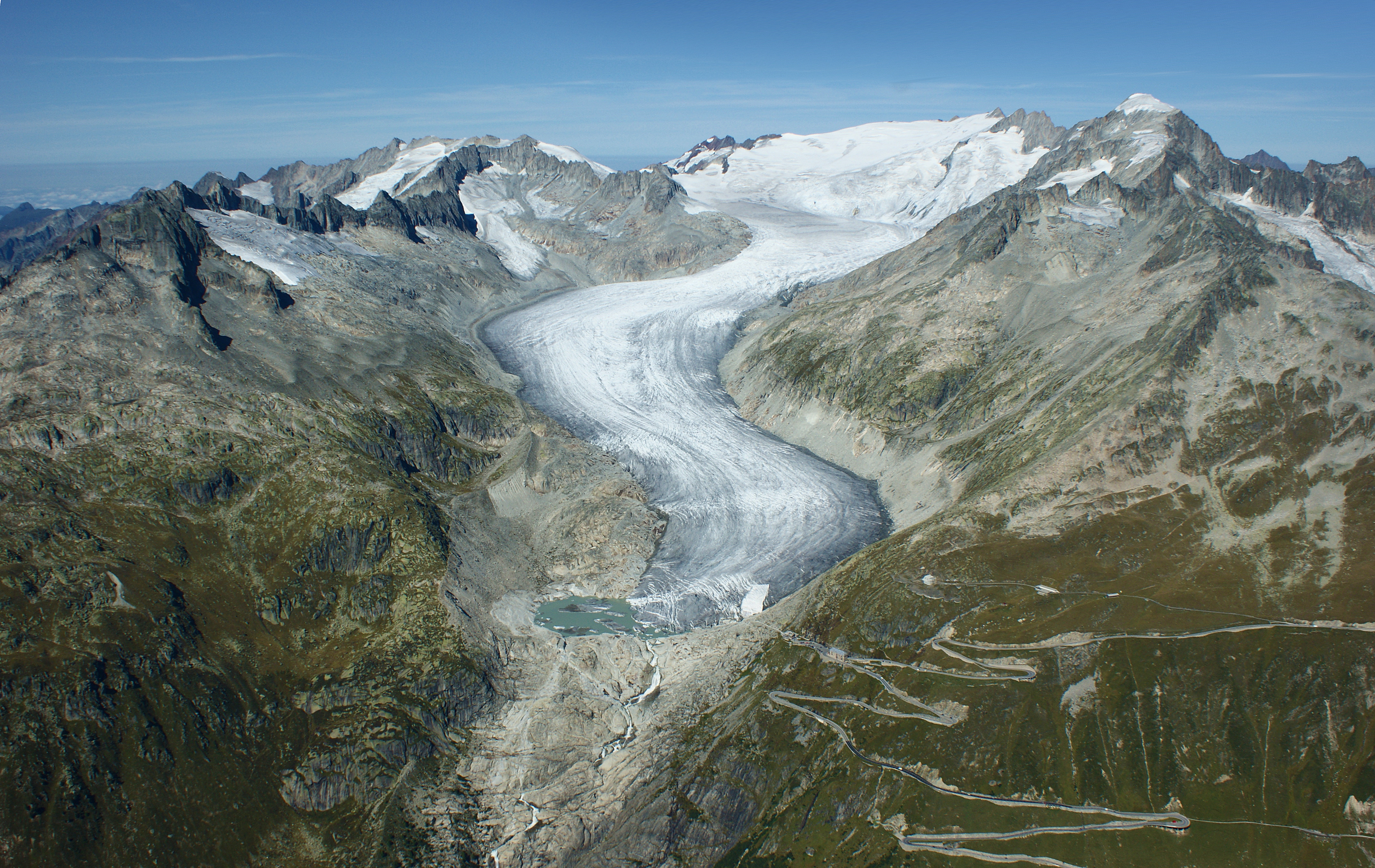

蓋施滕赫納山（Gärstenhörner），是瑞士的山峰，位於該國中部，處於伯恩州和瓦萊州接壤的邊界，屬於烏里山的一部分，該山峰海拔高度為3,189米。